# Острохвостые нектарницы
Острохвостые нектарницы (лат. Aethopyga) — род птиц из семейства нектарницевых.

## Таксономия и этимология
Род острохвостые нектарницы был введен в 1851 году немецким орнитологом Жаном Кабанисом. Название сочетает в себе др.-греч. αιθος, означающее «огонь» или «обжигающий жар», с др.-греч. πυγος, означающим «гузка». Типовой вид — желтоспинная острохвостая нектарница — был обозначен Джорджем Робертом Греем в 1855 году.

## Описание
Длина тела 8,4-20 см, масса тела 3,1-9 г, при этом самцы тяжелее, чем самки.

## Ареал
Представители этого рода встречаются в Южной и Юго-Восточной Азии, а также в Китае.
Некоторые виды — эндемики Филиппин.

## Список видов
Род насчитывает 20 видов:
- Aethopyga bella Tweeddale, 1877
- Aethopyga boltoni Mearns, 1905 — Филиппинская острохвостая нектарница
- Aethopyga christinae Swinhoe, 1869 — Хайнаньская острохвостая нектарница
- Aethopyga duyvenbodei (Schlegel, 1871) — Сангирская острохвостая нектарница
- Aethopyga eximia (Horsfield, 1821) — Яванская острохвостая нектарница
- Aethopyga flagrans Oustalet, 1876 — Огненная острохвостая нектарница
- Aethopyga gouldiae (Vigors, 1831) — Желтобрюхая острохвостая нектарница
- Aethopyga guimarasensis (Steere, 1890)
- Aethopyga ignicauda (Hodgson, 1836) — Яркая острохвостая нектарница
- Aethopyga linaraborae Kennedy, Gonzales et Miranda, 1997
- Aethopyga magnifica Sharpe, 1876
- Aethopyga mystacalis (Temminck, 1822) — Ослепительная острохвостая нектарница
- Aethopyga nipalensis (Hodgson, 1836) — Непальская острохвостая нектарница
- Aethopyga primigenia (Hachisuka, 1941) — Серогорлая острохвостая нектарница
- Aethopyga pulcherrima Sharpe, 1876 — Блестящая острохвостая нектарница
- Aethopyga saturata (Hodgson, 1836) — Черногрудая острохвостая нектарница
- Aethopyga shelleyi Sharpe, 1876 — Золотогорлая острохвостая нектарница
- Aethopyga siparaja (Raffles, 1822) — Желтоспинная острохвостая нектарница
- Aethopyga temminckii (Müller, 1843)
- Aethopyga vigorsii (Sykes, 1832)

## Охранный статус
Aethopyga linaraborae занесена в Красный список МСОП как уязвимый вид. Один вид, Aethopyga duyvenbodei, находится под угрозой исчезновения. Все остальные виды занесены в Красный список как не находящиеся под угрозой исчезновения.

## Галерея

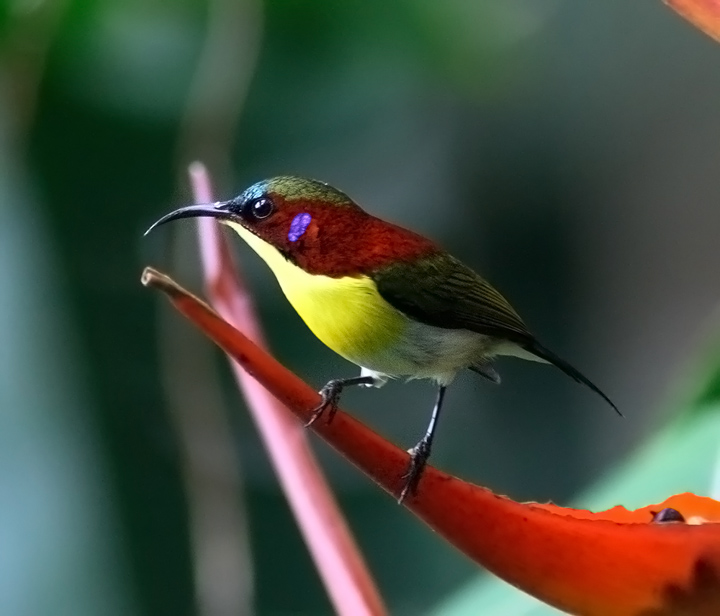
Aethopyga bella
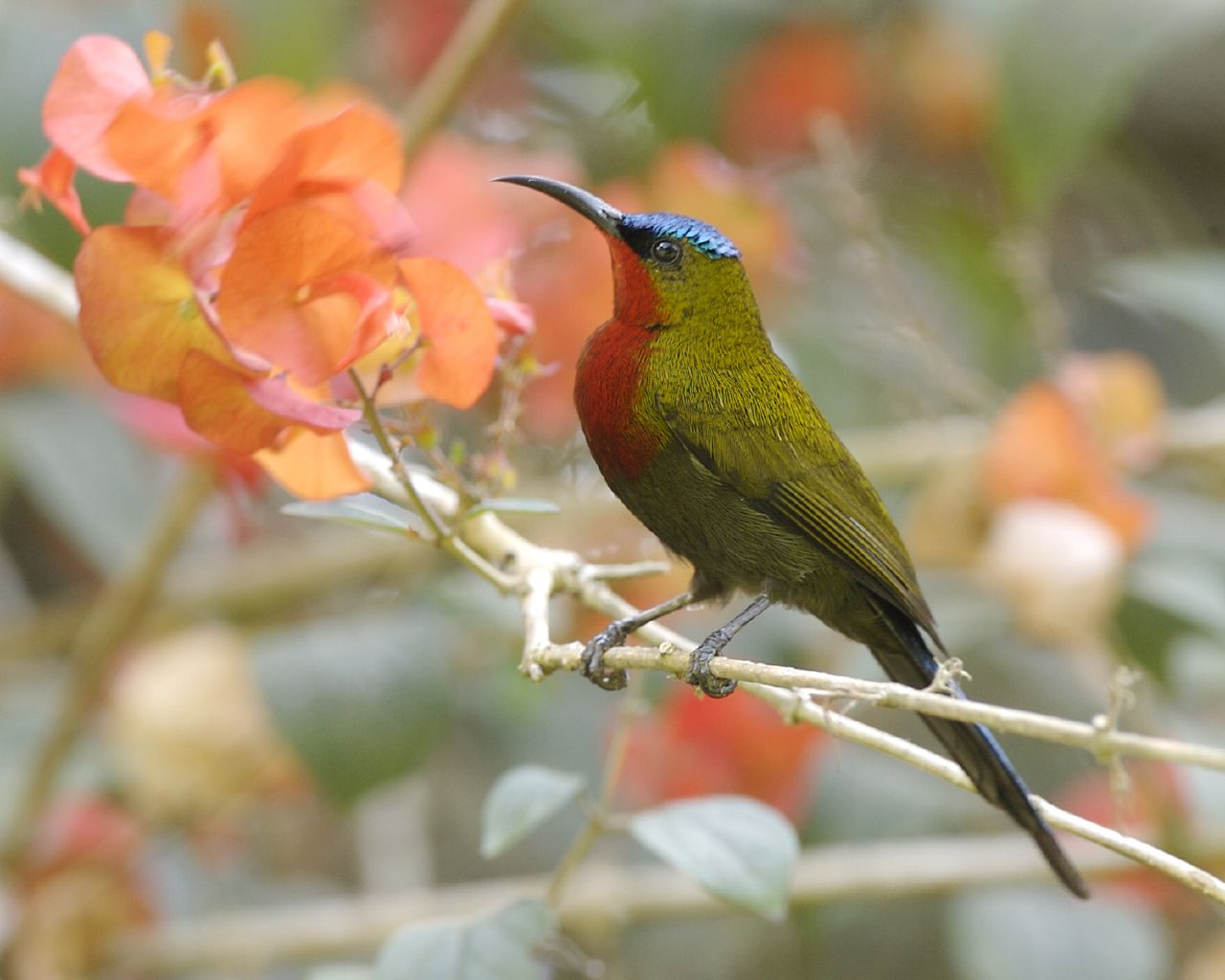
Aethopyga eximia
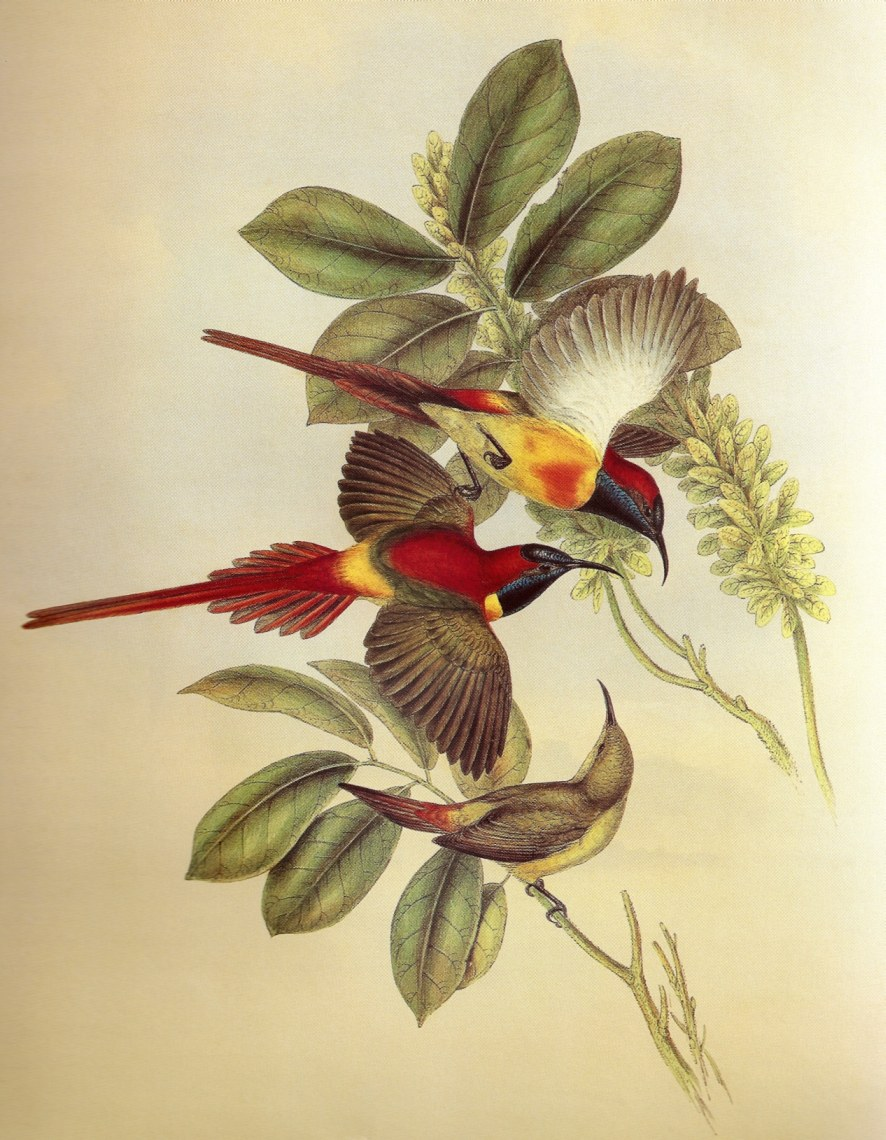
Aethopyga ignicauda
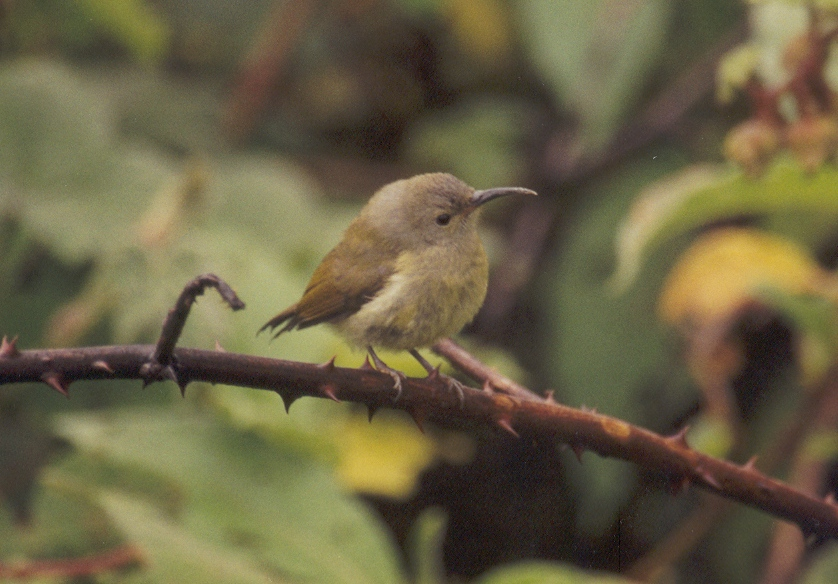
Aethopyga nipalensis
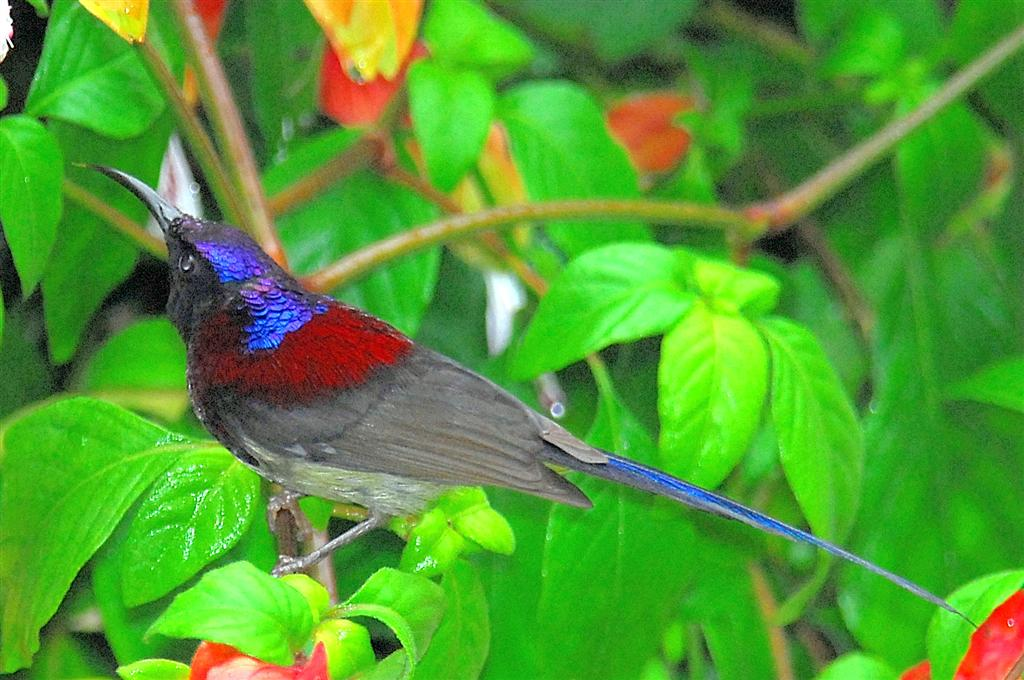
Aethopyga saturata
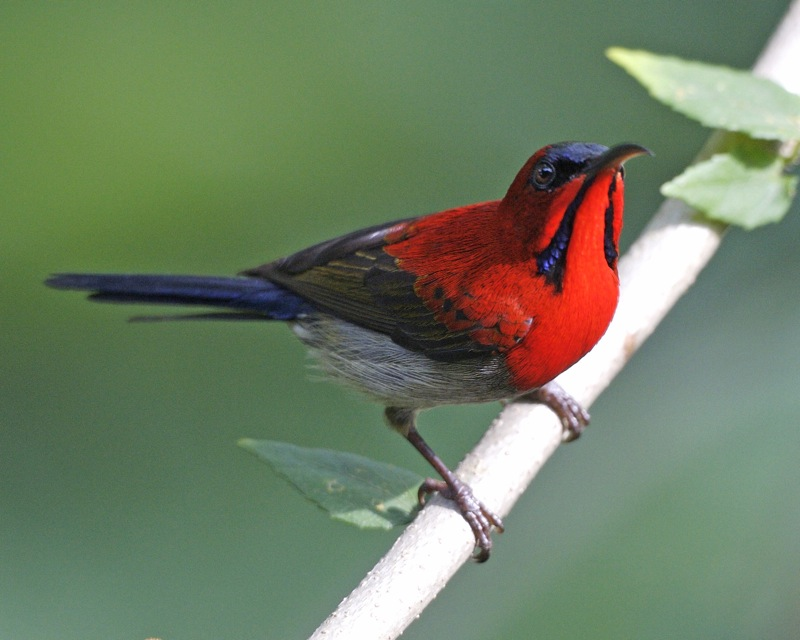
Aethopyga siparaja